# Jefferson, Texas
Jefferson är administrativ huvudort i Marion County i Texas. Orten har fått sitt namn efter Thomas Jefferson. Enligt 2020 års folkräkning hade Jefferson 1 875 invånare.